# Teucrium clementiae
Teucrium clementiae là một loài thực vật có hoa trong họ Hoa môi. Loài này được Ryding miêu tả khoa học đầu tiên năm 1998.